# 생매장
생매장(生埋葬, 영어: premature burial, live burial, burial alive, vivisepulture)은 사람 등 동물을 산 채로 땅속에 묻는 것을 뜻한다. 고의로 생매장하는 것은 고문, 살인, 사형의 일종으로 행해진다. 생매장은 생매장 당하는 사람의 동의를 통해 자살의 형태로 이루어지기도 한다. 생매장 희생자는 실제로는 살아있지만, 그들이 사망했다고 착각하여 다른 사람들이 잘못 생매장하는 경우도 있다. 생매장은 인간이 느끼는 가장 극심한 공포 중의 하나로 일컬어지고 있다.

## 개요
생매장은 질식, 탈수, 기아, 저체온증 등을 유발하여 죽음에 이르게 한다. 인간이 생매장된 뒤 1~2시간이 지나면 산소의 부족으로 인해 신체의 물질대사가 느려지고, 의식을 잃어 가면서 곧 질식사하게 된다. 비록 생매장 당한 사람이 죽기 직전에 구조된다 하더라도, 산소 결핍으로 인해 대뇌 중추 신경계의 영구적인 손상이 발생할 수 있다.
숨 쉴 수 있는 공기와 함께 생매장 당한 사람은 꽤 오랫동안 살아 있을 수 있는데, 이러한 점을 이용하여 생매장은 사형 방법의 하나로 사용되었다. 생매장형을 당한 사람은 완전한 암흑 속에서 거의 움직일 수도 없는 매우 좁은 공간에 갇혀서 자신이 천천히 죽어가는 것을 직접 느끼는 극심한 심리적, 육체적 고통과 밀실 공포증을 경험하면서 죽어간다. 생매장 당한 사람이 느끼는 이러한 비정상적인 공포를 의학 용어로 생매장 공포증이라고 한다.

## 같이 보기
- 생매장 공포증
- 밀실 공포증
- 라자루스 증후군 : 소생에 실패하거나 소생을 중단한 환자가 다시 살아나는 경우
- 감금증후군(Locked-in syndrome) : 의학적으로 생매장 당한 것과 가장 비슷한 환자 상태
- 살처분
  - 조류 인플루엔자(AI)